# 鎌田弥彦
鎌田 弥彦（かまだ やひこ、1877年〈明治10年〉4月1日 - 1966年〈昭和41年〉6月15日）は、日本陸軍の軍人。最終階級は陸軍中将。

## 経歴
現在の鹿児島県鹿児島市上之園町で生まれた。1898年（明治31年）11月、陸軍士官学校（10期）を卒業。翌年6月、歩兵少尉任官。
1920年（大正9年）8月、北京駐屯歩兵隊長に就任。1921年（大正10年）7月、歩兵大佐に昇進し神戸連隊区司令官となる。1923年（大正12年）8月、歩兵第39連隊長に異動。1926年（大正15年）3月、陸軍少将に進級し歩兵第32旅団長に就任。
1927年（昭和2年）7月、第11師団司令部付となり、1930年（昭和5年）8月、台湾守備隊司令官に移るが、セデック族の反乱（霧社事件を指す）を鎮圧した。1931年（昭和6年）3月、陸軍中将に進み、1932年（昭和7年）2月、近衛師団長に親補された。1933年（昭和8年）8月に待命となり予備役編入となった。
1947年（昭和22年）11月28日、公職追放仮指定を受けた。

## 栄典
位階
- 1902年（明治35年）2月20日 - 従七位[3]
- 1933年（昭和8年）9月29日 - 従三位[4]

勲章等
- 1940年（昭和15年）8月15日 - 紀元二千六百年祝典記念章[5]